# O3b FM6
O O3b FM6 é um satélite de comunicação que foi construído pela Thales Alenia Space. Ele está localizado na órbita terrestre média e é operado pela O3b Networks. O satélite foi baseado na plataforma ELiTeBus e sua expectativa de vida útil é de 10 anos.

## História
A Thales Alenia Space anunciou em setembro de 2008, que havia começado a construção de oito de seus satélites de comunicações de órbita terrestre média para a O3b Networks. Em novembro de 2011, mais quatro satélites foram ordenados a serem lançado em 2014.
O satélite foi originalmente programado para ser lançado por veículo Zenit-3SL, mas acabou sendo transferido em 2009 para ir ao espaço abordo de um Soyuz-STB/Fregat-MT da Arianespace.
O O3b FM6 foi implantado em uma órbita circular ao longo do equador, a uma altitude de 8.063 km (órbita média) a uma velocidade em torno de 18.918 kmh. Atualmente, o O3b FM6 completa uma órbita em cerca de 45 minutos.

## Lançamento
O satélite foi lançado com sucesso ao espaço em 10 de julho de 2014, às 18:55:56 UTC, por meio de um veículo Soyuz-STB/Fregat-MT lançado a partir do Centro Espacial de Kourou, na Guiana Francesa, juntamente com os satélites O3b FM3, O3b FM7 e O3b FM8. Ele tinha uma massa de lançamento de 700 kg.

## Capacidade
O O3b FM6 leva a bordo uma carga útil com 12 transponders de banda Ka que é projetado para permitir o fluxo de dados de alta velocidade entre os locais na superfície terrestre. Doze antenas totalmente direcionáveis garante uma conexão otimizada para a área onde é necessário a transmissão de dados. A parcela de carga usa a tecnologia transmissora de banda Ka existente para permitir a alocação direta da largura de banda em qualquer lugar dentro da área com diâmetro de 500 km na terra, que recebe a cobertura.
A configuração flexível do satélite permite a transferência de dados entre antena em uma variedade de formas. Assim, o entroncamento entre dois pontos é simples, ou trunking entre muitos pontos também é possível. As antenas direcionáveis podem ser movidos para um local em minutos e cada uma fornecer até 1,25 Gbps de taxa de transferência.